# Sluneční clona

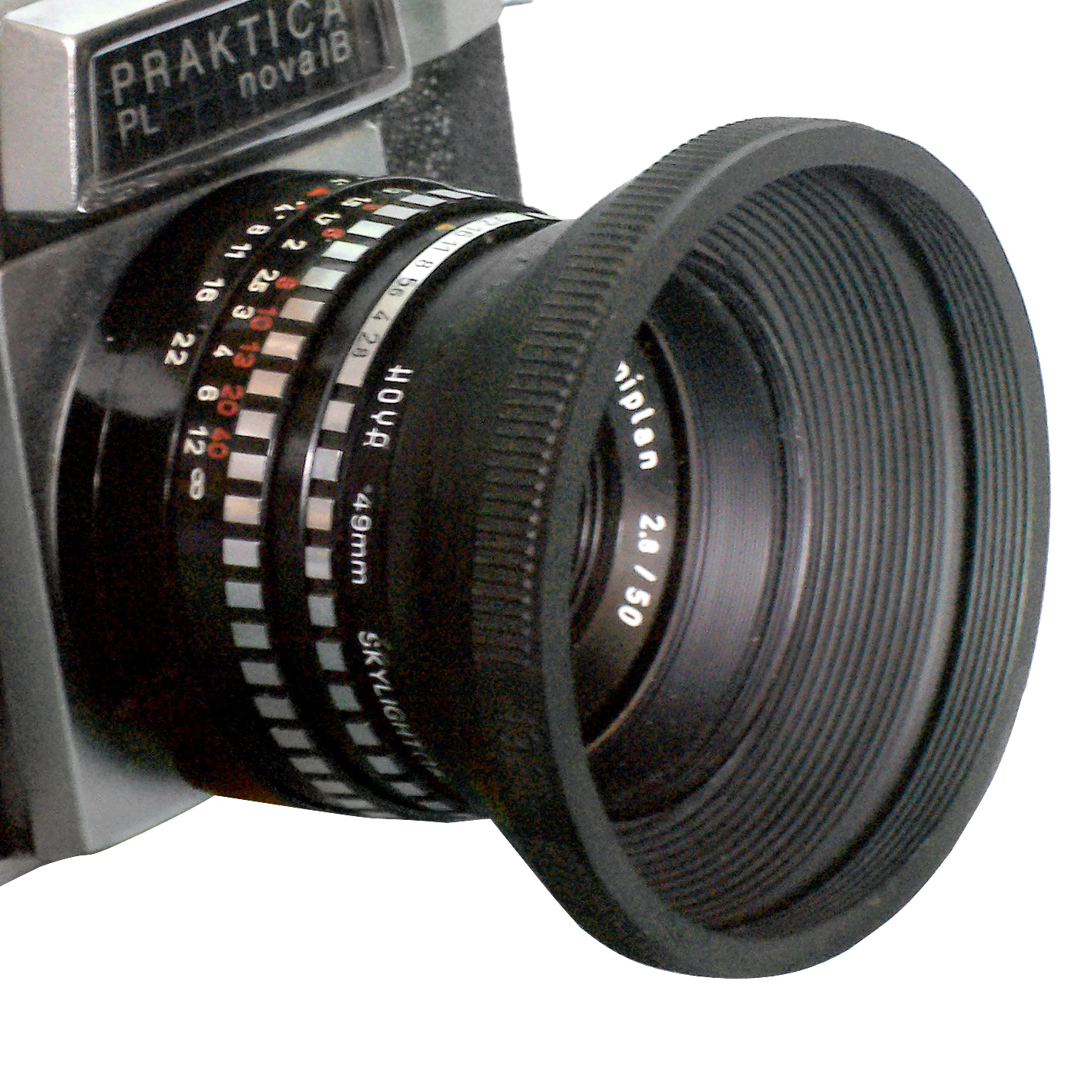
Sluneční clona na zrcadlovce Praktica

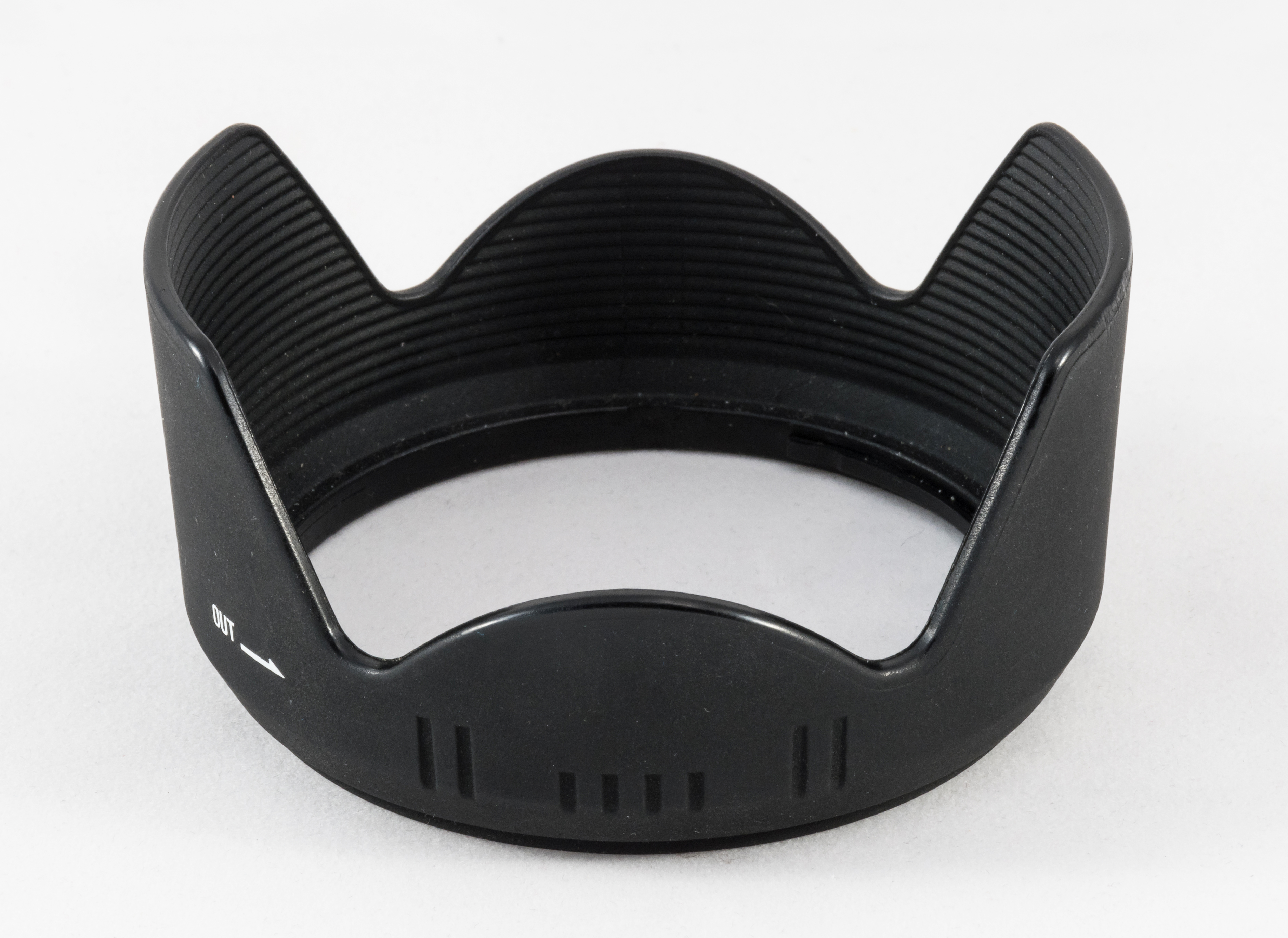
Clona na širokoúhlý objektiv

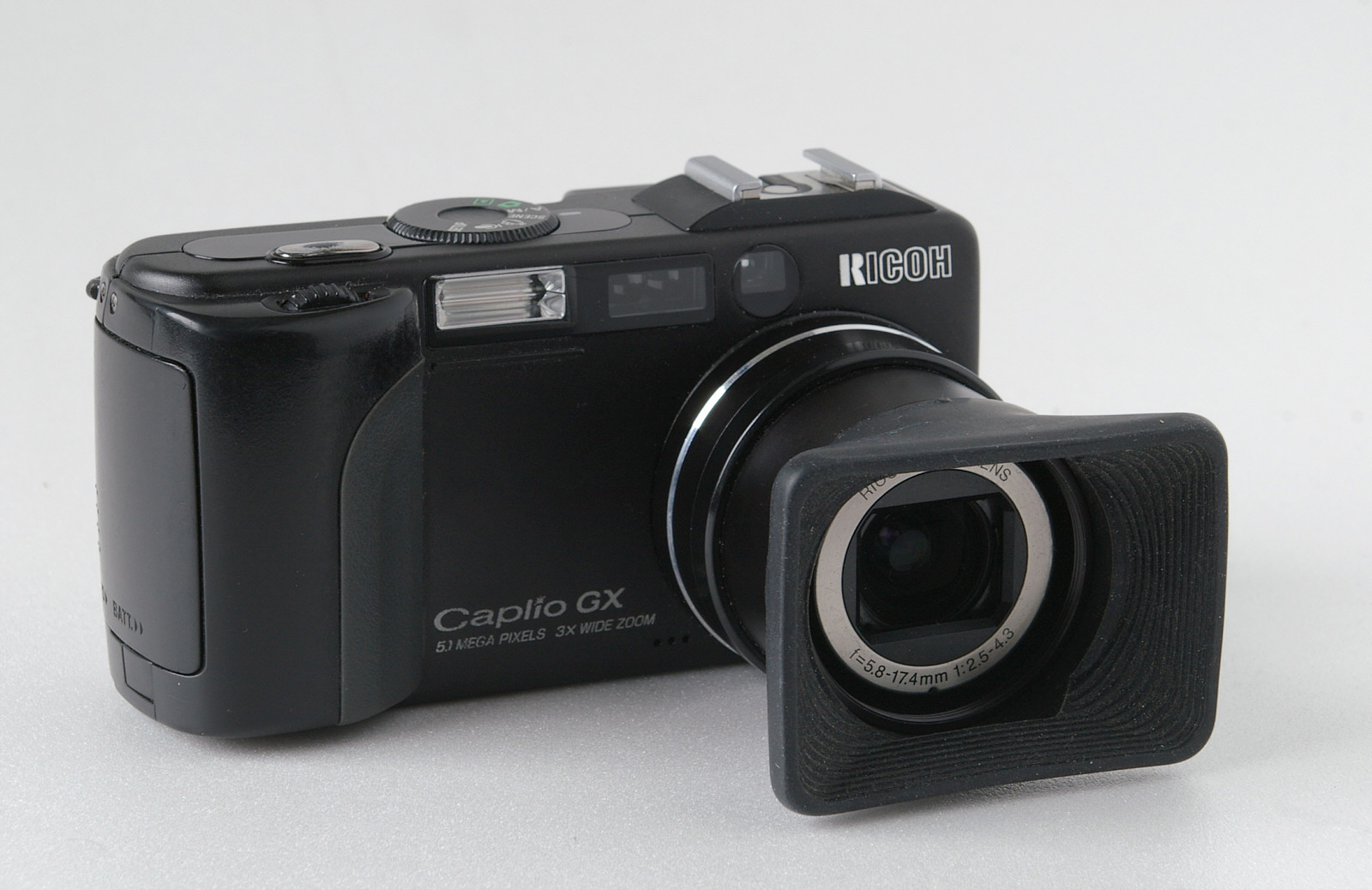
Clona na digitálním kompaktním přístroji

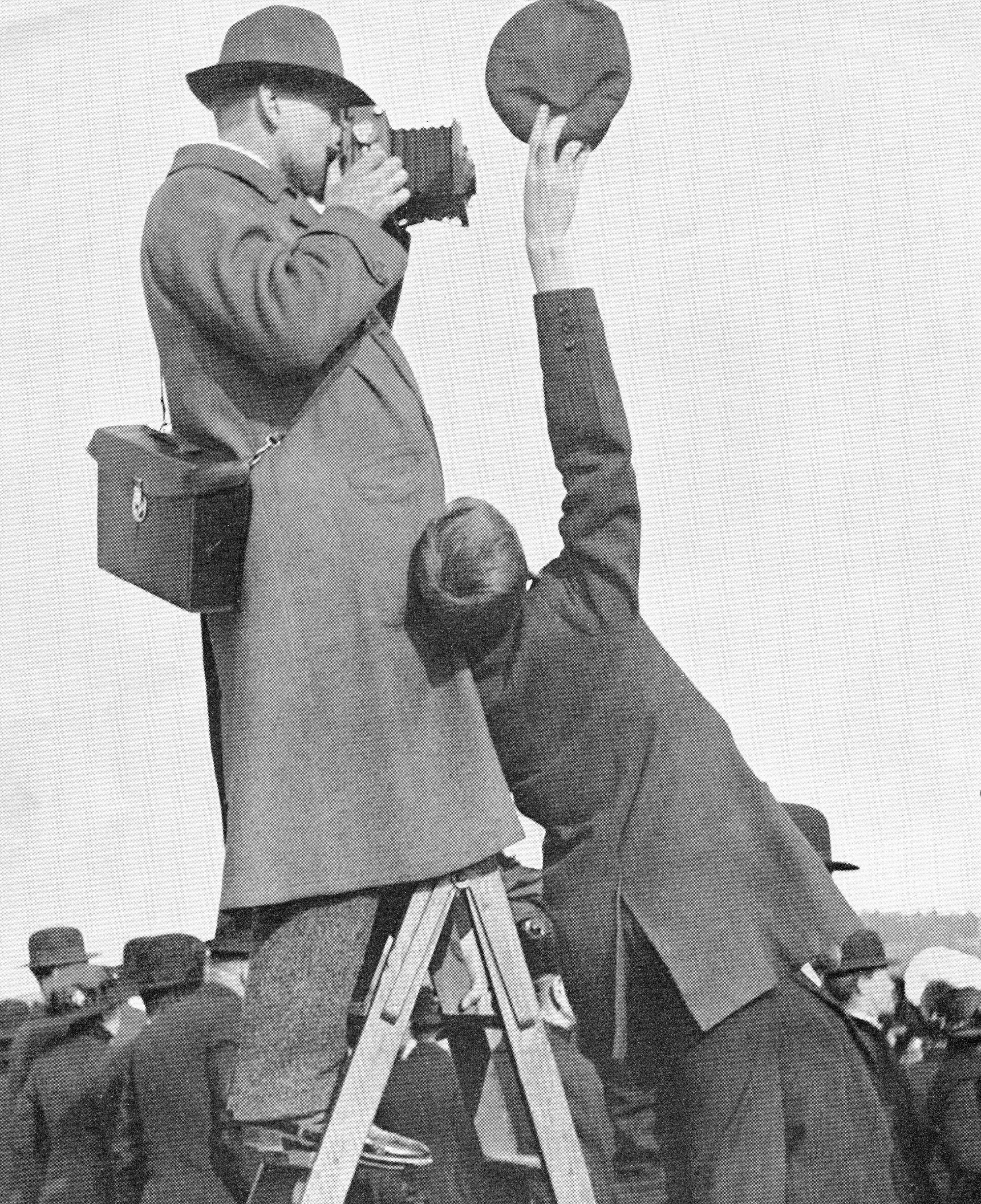
Axel Malmström na štaflích se svým synem Victorem, který mu kloboukem zastiňuje objektiv, 1. května 1915

Sluneční clona (clona proti parazitnímu světlu/protisvětlu) je důležitý doplněk ve fotografii a také u refraktorů a zrcadlových reflektorů v astronomii.

## Funkce

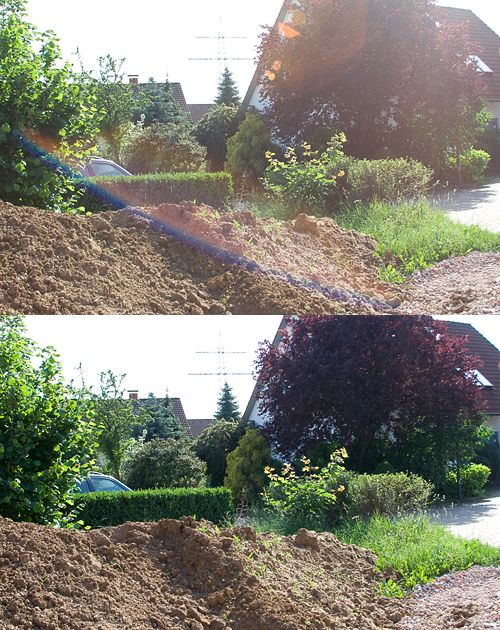
Srovnání scény pořízené bez a se sluneční clonou

Sluneční clona má za úkol zabraňovat bočnímu, do objektivu dopadajícímu světlu, aby proniklo objektivem až na fotografický film nebo elektronický čip (například CCD) nebo se dostalo do hledáčku. Účinek parazitního světla může vést k významným zhoršením obrazu, jako jsou optické vady v podobě světlých objektů, obvykle ve tvaru kružnic nebo kroužků - tzv. lens flares. Dále může být snímek ovlivněný parazitním světlem chabý nebo málo kontrastní.
V praxi sluneční clona poskytuje také určitou ochranu objektivu před vlivy jako jsou déšť, vlny nebo dotek a lehký náraz. Je vyrobena buď z kovu nebo častěji z umělé hmoty, ale existují i pružné gumové clony. Výhoda gumových clon spočívá v tom, že jsou skládací, levné, jsou navlečené na objektivu a do pracovní polohy se „rozbalí“ jen při fotografování. Časem se však deformují a nebývají zhotoveny na míru konkrétnímu objektivu (při kratších ohniskových vzdálenostech vinětují a při delších zase nedostačují). Kvalitnější clony jsou vyrobeny z nereflexních materiálů jako plyš nebo harmonika.
Vhodná geometrie a velikost sluneční clony závisejí na úhlu záběru objektivu a jeho ohniskové vzdálenosti. Širokoúhlé objektivy musí mít clonu širokou v bocích a vykrojený tvar (motýl). Objektivy s dlouhou ohniskovou vzdáleností mají clony užší a delší, např. 10 cm. Nesprávná volba sluneční clony vede buď ke snížení ochranného účinku, pokud je příliš krátká, nebo k vinětaci, pokud je příliš dlouhá nebo má příliš malý průměr. Paprsky dopadající pod větším úhlem mohou být zastíněny neprůhlednými částmi konstrukce. K dalšímu zhoršení vinětace může, především u širokoúhlých objektivů, dojít při současném použití dalších optických filtrů.
Zvláštní typ sluneční clony nese označení Compendium - obvykle ve formě nastavitelného měchu, který býval běžný u velkoformátových sklopných kamer. Výtah lze optimálně nastavit pro objektivy s různými úhly záběru.
Míra parazitních odlesků záleží na použitém clonovém čísle při expozici. Je vhodné využít kontrolu hloubky ostrosti na těle fotoaparátu.
Při fotografování s přímým protisvětlem v záběru, jako je například východ nebo západ slunce, sluneční clona nemá žádný účinek.
Není-li možné použít sluneční clonu, lze odclonit parazitní světlo například rukou.

## Technika
Působení světla ze světelného zdroje přímo do objektivu se na snímku projeví zobrazením jednoho nebo více barevných fleků, pravděpodobně clonového otvoru, obvykle kulatého nebo šestiúhelníkového tvaru. Jsou vytvořeny nežádoucími odlesky ve fotoaparátu, tzv.„prasátky“ (lens flares), a závisejí na kvalitě objektivu a odrazech uvnitř těla fotoaparátu. Tento účinek lze obvykle účinně snížit sluneční clonou a kvalitní antireflexní vrstvou na čočce. Je možné s těmito fleky experimentovat, ale někdy dokáží obraz zničit. V některých případech jsou tyto efekty využívány jako záměrný vyjadřovací výtvarný prostředek a existují filtry, které je způsobují uměle.
Nežádoucí účinek protisvětla při fotografování se zakládá také na světelných zdrojích mimo záznamový obrazový úhel. Světelný paprsek nemá sice vliv na zaznamenaný obraz - není na fotografii zobrazen, v praxi však uvnitř objektivu a v těle fotoaparátu tyto světelné paprsky způsobují reflexe nebo difrakce. Obě transformace vedou ke snížení optické kvality obrazu, podexponování. Proto je obecně doporučováno použití sluneční clony.

Schéma pokusu ověření nežádoucího účinku protisvětla. Šedá stěna vlevo odpovídá obrazu promítanému na citlivou vrstvu fotoaparátu. Červený laserový paprsek, jehož světelný zdroj leží 10° mimo obrazový úhel, není v ideálním případě promítnut na obrazové rovině, ale je absorbován a odrážen v čočkách objektivu a těle fotoaparátu.
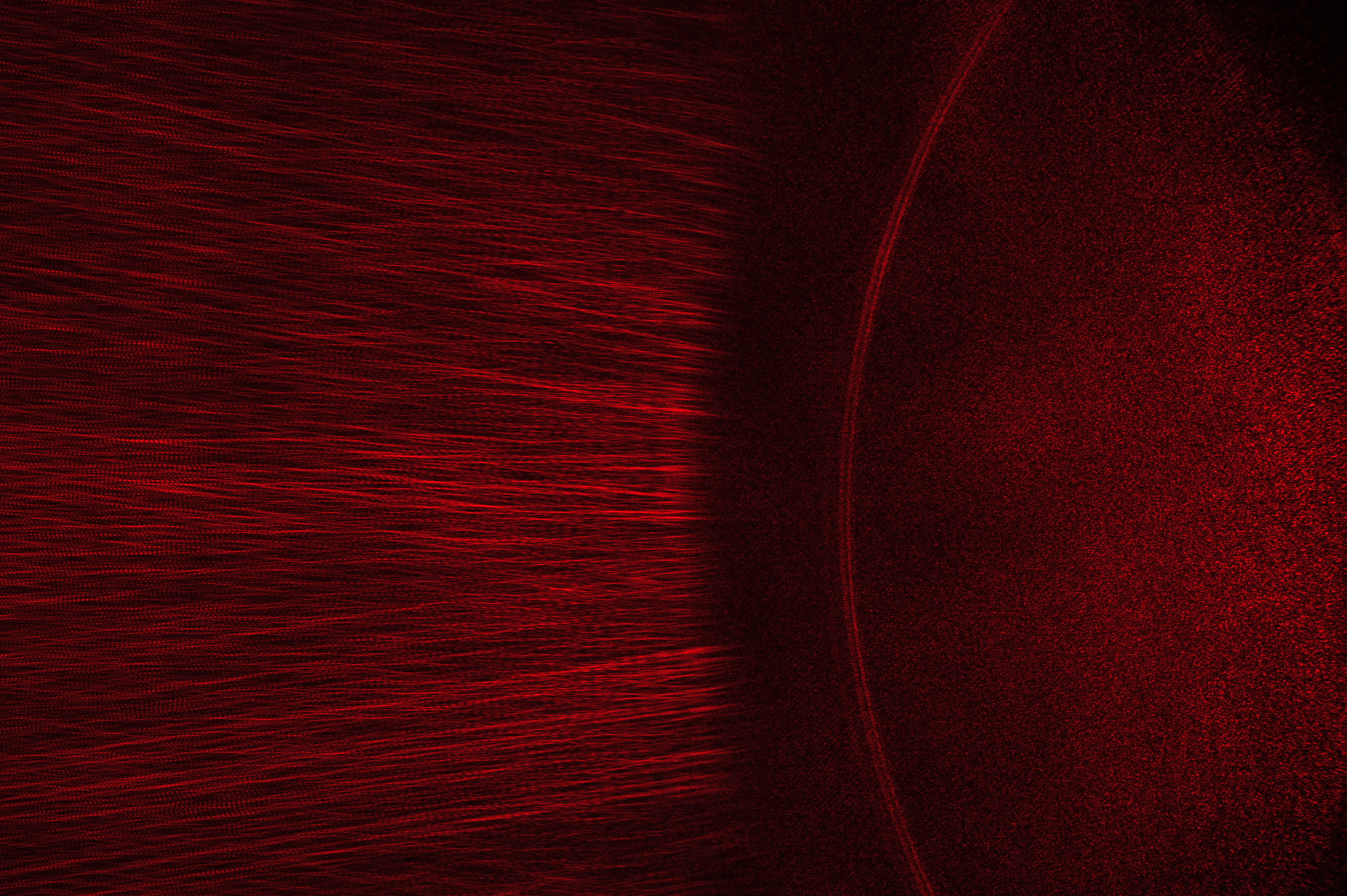
Výsledný snímek z digitální zrcadlovky s nežádoucím účinkem protisvětla uskutečněný podle schématu vlevo